# Druhý dech
Druhý dech je třináctidílný československý televizní seriál z roku 1988, mapující mnohaletý souboj pokrokového zootechnika Ing. Jiřího Vydry o etický přístup k hospodářským zvířatům v průměrném JZD. Odehrává se v časovém rozmezí od poloviny 70. let do konce 80. let 20. století. Je v něm často slyšet už nejen v podtónu, ale i v přímé řeči obžaloba jak zkostnatělého či nerealistického přístupu vedoucích pracovníků k jimi vyvolaným problémům, tak celého systému socialistického zemědělství, postaveného na vysoké produkci bez ohledu na souvislosti.
Většina exteriérových scén byla natáčena v Praze a v Hořovicích.

## Děj
Zemědělský inženýr Jiří Vydra se rozhodl opustit vědecké a kantorské místo na Vysoké škole zemědělské a přijímá práci jako zootechnik v JZD Brod. Řeší tím své dosavadní rozpory v práci i manželství, ale nastávají mu další: jeho požadavek na "humánní" přístup k dobytku se setkává s výsměchem u podřízených a nepochopením u ideologicky zaslepených nadřízených už hned na začátku, kdy má námitky proti modernímu teletníku nebo vzápětí proti tomu, jak je postaven projekt velkokapacitního kravína s chovem dojnic na roštu – a to i přes to, že kvůli nevyhovujícímu dosavadnímu ustájení a nedostatku ošetřovatelů musejí být mnohé krávy zbytečně poraženy. Jeho nové požadavky na úpravu projektu znamenají další problémy s nadřízenými i s novou obvodní veterinářkou Kateřinou Víchovou, se kterou se ale nakonec sblíží při řešení problémů v promrzajícím teletníku či v kravíně – a jejich city nezruší ani to, když Kateřina přetáhne svoje "loučení se svobodou" tak, až svatbu zmešká. Vydra si musí vybojovat "své místo na slunci" také mezi vesničany, například ve sporu s bezdůvodně žárlícím karbaníkem Stehnem. Paralelně s Vydrovým životem sledujeme i dění v ostatních rodinách – u traktoristy a zaníceného sedláka Šestery, u mladé rodiny Kloučkových atd.

## Obsazení
| Josef Abrhám           | Ing. Jiří Vydra                                                      |
| Ivana Chýlková         | MVDr. Kateřina Víchová, obvodní veterinářka a jeho pozdější manželka |
| Vladimír Kratina       | Ing. Karel Vícha, vedoucí teletníku a pozdější Vydrův švagr          |
| Naďa Konvalinková      | Marta Víchová, jeho žena                                             |
| Miloslav Štibich       | pan Stehno starší                                                    |
| Jiřina Bohdalová       | paní Stehnová, jeho žena                                             |
| Marek Vašut            | údržbář Václav Stehno, jejich syn                                    |
| Veronika Žilková       | Verunka Stehnová, jeho žena původem ze Slovenska                     |
| Agáta Hanychová        | Zuzana Stehnová, jejich dcera                                        |
| Věra Kubánková         | Anna Kloučková                                                       |
| Vladimír Dlouhý        | Mirek Klouček, řidič autobusu                                        |
| Ilona Svobodová        | Jiřina Kloučková, jeho šetřivá žena                                  |
| Petr Čepek             | traktorista Šestera                                                  |
| Jana Hlaváčová         | Šesterová, jeho žena                                                 |
| Jan Potměšil           | Pavel Šestera, jejich syn                                            |
| Stella Zázvorková      | paní Hokubová, ošetřovatelka skotu                                   |
| František Husák        | s. Rezek, předseda JZD                                               |
| Radoslav Brzobohatý    | Sýkora, agronom JZD                                                  |
| Jiří Sovák             | Ing. Hledík                                                          |
| Josef Bláha            | veterinář                                                            |
| František Řehák        |                                                                      |
| Květa Fialová          | Vydrová, máma Jiřího Vydry                                           |
| Jaroslava Obermaierová |                                                                      |
| Martin Hron            |                                                                      |
| Václav Vydra           | Adam                                                                 |
| Alice Chrtková         |                                                                      |
| Mahulena Bočanová      | sekretářka                                                           |
| Jiří Rosenkranc        | Karel Vícha                                                          |
| Alena Kreuzmannová     | vrátná                                                               |
| Karel Bělohradský      |                                                                      |
| Jakub Zdeněk           | Honzík Stehno                                                        |
| Zdeněk Srstka          |                                                                      |
| Dana Bartůňková        | Zdena Vydrová                                                        |
| Oldřich Navrátil       |                                                                      |
| Jindřich Hinke         |                                                                      |
| Vlastimil Zavřel       |                                                                      |
| Marcela Martínková     |                                                                      |
| Miloš Vávra            |                                                                      |
| Ludmila Roubíková      |                                                                      |
| Kateřina Pindejová     |                                                                      |
| Roman Skamene          | inseminátor                                                          |
| Robert Vrchota         | ošetřovartel krav                                                    |
| Otakar Brousek mladší  |                                                                      |
| Karel Roden            |                                                                      |
| Pavel Kuneš            | Honzík Stehno                                                        |
| Barbora Straková       | Zuzana Stehnová                                                      |
| Martina Hudečková      |                                                                      |
| Pavel Nový             |                                                                      |
| Oldřich Vlach          | Ing. Trčka                                                           |
| Eugen Jegorov          | pokrývač                                                             |
| Jiří Klem              | role neurčena                                                        |
| Michael Hofbauer       | svědek na svatbě                                                     |
| Dalimil Klapka         |                                                                      |
| Jana Altmannová        |                                                                      |
| Rudolf Jelínek         | tajemník                                                             |
| Vladimír Krška         | soused                                                               |
| Věra Tichánková        | Kupková                                                              |
| Bohumil Švarc          | notář                                                                |
| Oldřich Velen          |                                                                      |
| Helena Lehká-Rejšková  |                                                                      |
| Jiří Strach            | Kája Vícha                                                           |
| Jiří Choděra           | Honzík Stehno                                                        |
| Radek Žák              | Šestera                                                              |
| Marek Dvořák           | Šestera                                                              |
| Jiří Kalužný           | Šestera                                                              |
| Jiří Pleskot           | přítel Vydrové                                                       |
| Jana Synková           |                                                                      |
| Hana Gregorová         | Sýkorová                                                             |
| Jiří Langmajer         | Sýkora, ml.                                                          |
| Václav Kotva           | příslušník VB                                                        |
| Roman Hemala           | vedoucí samoobsluhy                                                  |
| Karel Houska           | lékař                                                                |
| Jiří Havel             | mlékař                                                               |
| Klára Dubovicová       | matka Veruny                                                         |
| Vladimír Kostovič      | otec Veruny                                                          |
| Bohumila Dousková      |                                                                      |
| Milan Pěkný            |                                                                      |
| Lena Birková           |                                                                      |
| Jiří Untermüller       |                                                                      |
| Vladimír Kudla         |                                                                      |
| Gustav Bubník          |                                                                      |
| Jana Matiášková        |                                                                      |
| Uršula Kluková         |                                                                      |
| Hana Brejchová         |                                                                      |
| Hana Militká           |                                                                      |
| Eva Řepíková           |                                                                      |
| Petr Turek             |                                                                      |
| Ivan Richter           |                                                                      |
| Blanka Lormanová       |                                                                      |
| Bohumila Dolejšová     |                                                                      |
| Martina Menšíková      |                                                                      |
| Jana Viščaková         |                                                                      |
| Marie Reisnerová       |                                                                      |
| Ladislav Goral         |                                                                      |
| Miroslav Dubský        |                                                                      |
| Vladimír Pospíšil      |                                                                      |
| Vlastimil Venclík      | kontrolor                                                            |
| Jan Skopeček           | laborant                                                             |
| Miroslav Nohýnek       | psychiatr                                                            |
| Karel Hořice           | modrátor                                                             |
| Vítězslav Jirsák       | biolog                                                               |
| Zdena Sajfertová       | hospodská                                                            |
| Petr Skarke            | lampasák                                                             |
| Petr Oliva             | novinář                                                              |
| Václav Stýblo          |                                                                      |

## Seznam dílů
1. Telecí léta
2. Seno a stáj
3. Rekreační středisko pro krávy
4. Mražené telecí
5. Oči na kolotoči
6. Konec konců v koncích
7. A byla svatba veliká
8. Osmistá první kráva
9. Teskně hučí Niagára
10. Digitální dojnice
11. Boby a bobky
12. Na koho to slovo padne
13. Buď a nebo